# Nordheim vor der Rhön
Nordheim vor der Rhön, Nordheim v.d.Rhön – miejscowość i gmina w Niemczech, w kraju związkowym Bawaria, w rejencji Dolna Frankonia, w regionie Main-Rhön, w powiecie Rhön-Grabfeld, wchodzi w skład wspólnoty administracyjnej Fladungen. Leży na pograniczu Rhön i Grabfeldu, około 17 km na północny zachód od Bad Neustadt an der Saale, nad rzeką Streu, przy drodze B285 i zabytkowej linii kolejowej Fladungen – Mellrichstadt.

## Dzielnice
W skład gminy wchodzą dwie dzielnice: Neustädtles i Nordheim vor der Rhön.

## Demografia
| Rok  | Liczba mieszk. |
| ---- | -------------- |
| 1970 | 1.308          |
| 1987 | 1.176          |
| 2000 | 1.262          |
| 2005 | 1.185          |

## Oświata
(na 1999)

W gminie znajduje się 75 miejsc przedszkolnych (z 62 dziećmi) oraz szkoła podstawowa (13 nauczycieli, 227  uczniów).